# Clap !
Pour l’article homonyme, voir Clap.
Le Clap ! est le bureau d’accueil des tournages en province de Liège, province de Namur et  Luxembourg. Cette association créée en 2006 par la Région wallonne et la province de Liège a pour mission principale d'attirer et de faciliter les tournages, étrangers ou nationaux, dans les régions de Liège, Namur et Luxembourg.

## Historique
Si le Clap ! a été créé comme un bureau d'accueil de la province de Liège, très vite d'autres provinces viennent s'y associer. Ainsi, les provinces du Luxembourg et de province de Namur ont rejoint l'association respectivement en 2007 et en 2008.

## Soutien
Depuis sa création en 2006, le Clap ! ne cesse de soutenir de plus en plus de films, après 6 années d'existence l'association a aidé aux tournages de plus de 250 projets audiovisuels. En 2013, la structure d’accueil a soutenu 51 projets dont 34 longs-métrages,.

### Longs-métrages
- 2006 : Vous êtes de la police ? de Romuald Beugnon
- 2006 : Cages d'Olivier Masset-Depasse
- 2006 : Voleurs de Chevaux de Micha Wald
- 2007 : Eldorado de Bouli Lanners
- 2007 : Les Enfants de Timpelbach de Nicolas Bary
- 2007-2008 : Carré blanc de Jean-Baptiste Leonetti
- 2008 : Sœur Sourire de Stijn Coninx
- 2008 : Incognito d'Éric Lavaine
- 2008 : Simon Konianski de Micha Wald
- 2008 : La Régate de Bernard Bellefroid
- 2008 : Larmes d'Argent de Mourad Boucif
- 2008 : Rapt de Lucas Belvaux
- 2009 : C'est déjà l'été de Martijn Smits
- 2009 : 22 mai de Koen Mortier
- 2009 : Potiche de François Ozon
- 2009 : Illégal d'Olivier Masset-Depasse
- 2010 : Les Géants de Bouli Lanners
- 2010 : Tête de Bœuf (Bullhead) de Michaël Roskam
- 2010 : Bye Bye Blondie de Virginie Despentes
- 2010 : Belle du Seigneur de Glenio Bonder
- 2011 : Hors les murs de David Lambert
- 2011 : J'enrage de son absence de Sandrine Bonnaire
- 2011 : À perdre la raison de Joachim Lafosse
- 2011-2012: De rouille et d'os de Jacques Audiard
- 2012 : Une chanson pour ma mère de Joël Franka
- 2012 : Baby Balloon de Stefan Liberski
- 2012 : Les Conquérants de Xabi Molia
- 2012 : Une promesse de Patrice Leconte
- 2013 : Morrocan Gigolos d'Ismaël Saidi
- 2013 : Être de Fara Sene
- 2013 : La Religieuse de Guillaume Nicloux
- 2013 : Le Cinquième Pouvoir de Bill Condon